# Кирфи
Кирфи (также гииво, бу гииво, кирифава, кирифи; англ. giiwo, bu giiwo, kirfi, kirifawa, kirifi; самоназвание: bu giiwo) — чадский язык, распространённый в восточных районах Нигерии. Входит в группу боле-тангале западночадской языковой ветви.
Численность говорящих — около 14 000 человек (1998). Язык бесписьменный.

## О названии
Самоназвание языка кирфи — bu giiwo, самоназвание этнической группы кирфи — ba giiwo (в единственном числе), ma giiwo (во множественном числе). В языках соседних этнических групп и народов  распространено название кирфи, или кирифи (kirfi, kirifi).

## Классификация
В соответствии с классификацией чадских языков, предложенной американским лингвистом Полом Ньюманом, язык кирфи вместе с языками беле, боле (боланчи), дено (куби), галамбу, гера, герума, канакуру (дера), карекаре, купто, квами, маха, нгамо, перо, пийя (вуркум) и тангале входит в группу боле западночадской языковой ветви (в других классификациях, включая классификацию, опубликованную в лингвистическом энциклопедическом словаре в статье В. Я. Порхомовского «Чадские языки»,  данная группа упоминается под названием боле-тангле, или боле-тангале). Согласно исследованиям Пола Ньюмана, в пределах группы боле (или A.2) язык кирфи включается в кластер языков собственно боле подгруппы боле, сама же группа входит в подветвь западночадских языков A. Эта классификация приведена, в частности, в справочнике языков мира Ethnologue. Язык кирфи включается в группу боле-тангале подветви собственно западночадских языков также и в классификации, опубликованной в работе С. А. Бурлак и С. А. Старостина «Сравнительно-историческое языкознание».
В базе данных по языкам мира Glottolog даётся более подробная классификация языков подгруппы боле, составленная Расселом Шухом. В ней язык кирфи вместе с общностью языков бееле, боле и нгамо отнесён к кластеру кирфи-беле, который в свою очередь последовательно включается в следующие языковые объединения: языки галамбу-беле, языки ядерные боле и языки боле. Последние вместе с языками тангале составляют группу западночадских языков A A.2.
В классификациях афразийских языков чешского лингвиста Вацлава Блажека и британского лингвиста Роджера Бленча предлагаются иные варианты состава языков подгруппы боле и иная точка зрения на место этой подгруппы в рамках западночадской ветви языков. 
Так, в классификации Вацлава Блажека язык кирфи отнесён к подгруппе языков боле-тангале, в которой представлены два языковых объединения: в первое вместе с кирфи входят языки боле, нгамо, маха, гера, галамбу, карекаре, герума, дено, куби, беле, во второе — языки тангале, перо и дера. Подгруппа боле-тангале вместе с ангасской подгруппой в данной классификации являются частью боле-ангасской группы, входящей в свою очередь в одну из двух подветвей западночадской языковой ветви.
В классификации же Роджера Бленча язык гииво (кирфи) вместе с языками гера, герума, дено, буре, куби, галамбу и даза образует языковое единство, входящее в объединение «a» (северные боле) подгруппы боле группы боле-нгас подветви западночадских языков A.

## Лингвогеография

### Ареал и численность
Область распространения языка кирфи размещена в восточной Нигерии на территории штата Баучи, в районах Алкалери, Баучи и Даразо. По данным Роджера Бленча носители языка кирфи живут в 24 селениях указанного региона.
Ареал кирфи окружён ареалами близкородственных западночадских языков. С севера, востока и юга область распространения языка кирфи граничит с ареалом языка хауса, с запада и северо-запада (по берегу реки Гонгола) — с ареалом языка гера.
Численность носителей языка кирфи по данным 1922 года составляла 3 620 человек. Согласно данным справочника Ethnologue, в 1998 году численность говорящих на кирфи оценивалась в 14 000 человек. По современным оценкам сайта Joshua Project численность носителей этого языка составляет 41 000 человек (2016).

### Социолингвистические сведения
Согласно данным сайта Ethnologue, степень сохранности языка кирфи  оценивается как «устойчивая». Язык используется в бытовом общении всеми поколениями представителей этнической общности кирфи, включая детей. В то же время распространение двуязычия кирфи-хауса постепенно начинает приводить к отказу части представителей кирфи от родного языка и полному переходу на язык хауса. Стандартной формы у языка кирфи нет. По вероисповеданию представители этнической общности кирфи в основном являются мусульманами, часть кирфи — христиане.